# Bitburger Gespräche
Die Bitburger Gespräche sind eine Reihe von jährlich stattfindenden Tagungen, die ein Forum für die wissenschaftliche und politische Erörterung aktueller und sich abzeichnender rechtspolitischer Fragen innerhalb wie außerhalb des nationalen Rahmens bieten. Vertreter aus Politik, Wirtschaft, Wissenschaft, Justiz, Verwaltung und Medien nehmen regelmäßig an den Gesprächen teil.
Die Bitburger Gespräche wurden 1972 von Otto Theisen, dem damaligen Justizminister des Landes Rheinland-Pfalz, begründet. Derzeit finden sie an wechselnden Orten in Rheinland-Pfalz statt. Im Jahr 2009 begannen die Gesellschaft für Rechtspolitik und die Bayerischen Metall- und Elektro-Arbeitgeberverbände bayme und vbm eine Kooperation und begründeten eine neue Tagungsreihe unter dem Titel „Bitburger Gespräche in München“, die im Jahr 2015 eingestellt wurde.
Veranstaltet werden die Gespräche von der Gesellschaft für Rechtspolitik gemeinsam mit dem Institut für Rechtspolitik an der Universität Trier. Die Beiträge werden im Anschluss an die jeweiligen Gespräche in einem Tagungsband veröffentlicht.

## Ausgewählte Themen aus den letzten Jahren
- Der wehrhafte und streitbare Verfassungsstaat - wie abwehrbereit ist unsere verfassungsmäßige Ordnung? (68. Bitburger Gespräche, 2025)
- Die Reform des öffentlich-rechtlichen Rundfunks - Stand und Perspektiven (67. Bitburger Gespräche, 2024)
- Strategic Litigation: Die Durchsetzung kollektiver Interessen vor deutschen Gerichten (66. Bitburger Gespräche, 2023)
- Handlungsfähigkeit des demokratischen Verfassungsstaats in Krisenzeiten (65. Bitburger Gespräche, 2022)
- Der Klimawandel als Herausforderung für das Recht (64. Bitburger Gespräche, 2021)
- Rechtliche Herausforderungen Künstlicher Intelligenz (63. Bitburger Gespräche, 2020)
- Land der Technologie und Innovation? Zur Lage von Forschung und Entwicklung in Deutschland (62. Bitburger Gespräche, 2019)
- Parlamentarische Kontrolle in der Krise? (61. Bitburger Gespräche, 2018)
- Staat und Religion (60. Bitburger Gespräche, 2017)
- Schiedsgerichtsbarkeit und private Justiz - Rechtspolitische Herausforderungen (59. Bitburger Gespräche, 2016)
- Entwicklungsperspektiven einer Wirtschaftsverfassung für die Europäische Union (58. Bitburger Gespräche, 2015)
- Die Unternehmerfreiheit im Würgegriff des Rechts? (5. Bitburger Gespräche in München, 2014)
- Energiewende – Brauchen wir eine neue Wende? (57. Bitburger Gespräche, 2014)
- Unternehmerische Entscheidungsfreiheit vs. sozialpolitische Regulierung (4. Bitburger Gespräche in München, 2013)
- Öffentlichkeit und Privatheit – Grenzverschiebungen in der modernen Kommunikationsgesellschaft (56. Bitburger Gespräche, 2013)
- Fiskalunion Europa – Weg oder Irrweg? (3. Bitburger Gespräche in München, 2012)
- Zukunft der Demokratie – Demokratie der Zukunft (55. Bitburger Gespräche, 2012)
- Planen, Erklären, Zuhören – Wie Großprojekte mit Bürgerbeteiligung möglich werden (2. Bitburger Gespräche in München, 2011)
- Die Europäische Union nach Lissabon (54. Bitburger Gespräche, 2011)
- Datenschutz im Arbeitsverhältnis (1. Bitburger Gespräche in München, 2010)
- Integration in Freiheit – Chancen und Hindernisse (53. Bitburger Gespräche, 2010)
- Neuordnung der Finanzmärkte – Von der Krise zur Reform (52. Bitburger Gespräche, 2009)